# 費念慈
費念慈（1855年—1905年），字屺懷、又字峐懷，號西蠡、藝風老人。江蘇省常州府武進縣人，清朝文人、書法家，進士出身。盛宣怀表弟。

## 生平
光緒十五年（1889年），参加光緒己丑科殿試，登進士二甲6名。同年五月，改翰林院庶吉士。光緒十六年（1890年）四月，散館，授翰林院編修。
光绪十七年（1891年），任浙江乡试副考官。
光緒十九年（1893年），御史李慈铭奏其人品有问题，被严加察看。光緒二十年（1894年），经复查，被解除察看，照旧供职。

## 成就
著有《归牧集》，工书法，善楷书，精于鉴赏。